# Chambo
Chambo – miasto w Ekwadorze, w prowincji Chimborazo, siedziba kontonu Chambo.